# Johannes I. Crescentius

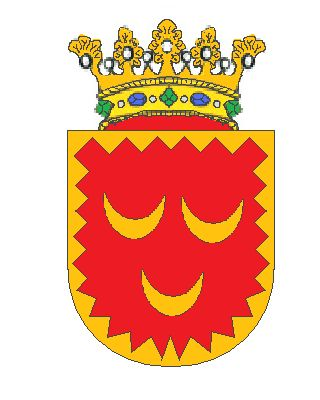
Wappen von Crescenzi.

Johannes I. Crescentius († 988) stammte aus der römischen Familie der Crescentii, die im 10. und 11. Jahrhundert in Rom recht einflussreich war. Er war Graf von Terracina, Sohn des Crescentius de Theodora und Bruder des Crescentius I. Nomentanus. Ihm wurde (wohl 985) der Titel eines Patricius von Rom (Patricius Romanorum) verliehen, wobei er Unruhen in der Stadt beendete. Er war außerdem maßgeblich an der Wahl des Papstes Johannes XV. beteiligt. Im Anschluss daran war die Machtstellung seines Hauses beachtlich, doch starb er 988; sein Bruder spielte jedoch auch weiterhin eine wichtige politische Rolle.